# Walter Mulsow
Walter Karl Gotthilf Mulsow (* 12. Dezember 1898 in Altona; † 23. Juli 1979 in Bad Kreuznach) war ein deutscher Marineoffizier, zuletzt Kapitän zur See der Kriegsmarine, und Politiker.

## Leben
Walter Mulsow war von November 1916 bis April 1917 erst als Kriegsfreiwilliger in der Kaiserlichen Armee, wechselte dann aber zur Kaiserlichen Marine. Bis September 1917 war er zur Ausbildung an der Marineschule und auf der Freya. Als Seekadett kam er dann bis Juni 1918 auf die König. Mitte Februar 1918 wurde er zum Fähnrich zur See befördert. Bis Kriegsende belegte er Ausbildungskurse.
Nach dem Krieg wurde er in die Reichsmarine übernommen und hier am 30. Juli 1920 Leutnant zur See. Nach seiner Beförderung zum Oberleutnant zur See am 1. April 1923, folgte seine Beförderung zum Kapitänleutnant am 1. April 1930. 1931 war er auf der Leipzig.
In der Kriegsmarine wurde er am 1. Januar 1936 zum Korvettenkapitän befördert und war im gleichen Jahr als Rollenoffizier auf der Admiral Grat Spee.
Von Oktober 1937 bis November 1939 war er Lehrgruppenführer Küstenartillerie an der Marine-Flugabwehr- und Küstenartillerieschule. Ab August 1938 war er zeitgleich bis November 1939 Kommandeur der Marineartillerie-Abteilung 123. Anschließend war er bis August 1940 Erster Offizier auf der Schleswig-Holstein. Von Oktober 1940 bis Februar 1941 war er Kommandant der Seeverteidigung Seine-Somme und war dann bis November 1941 Marineartilleriekommandeur Seine-Somme, welcher anschließend aufgelöst wurde. Am 1. April 1940 war er zum Kapitän zur See befördert worden.
Im November 1941 kam er bis Januar 1942 als Generalreferent zum OKM in die Skl Qu A I K, wurde dann im OKM bis November 1943 Chef der Abteilung Küstenartillerie (Skl Qu A I K) und bis März 1944 Chef der Abteilung Skl Qu A IV K.
Anschließend war er bis Dezember 1944 letzter Kommandant der Seeverteidigung Estland und später Kommandant der Seeverteidigung Baltische Inseln, welcher aus dem Kommandant der Seeverteidigung Estland hervorgegangen war. Im Januar 1945 wurde Mulsow durch Generalfeldmarschall Ernst Busch zum einzigen Festungskommandanten Wilhelmshaven ernannt und war damit auch Kommandant der II. Marineflakbrigade. Anfang Februar 1945 erreichte er, dass die Besatzung der Köln aus Berlin nach Wilhelmshaven zurückgeschickt wurde, um das in der Werft befindliche Schiff wieder zu besetzen. Die Geschütztürme des Kreuzers wurden besetzt und von den noch 1.600 15-cm-Schiffsgranaten ließ Mulsow 900 verschießen. Er war der Meinung, dass Wilhelmshaven ohne anderslautenden Befehl verteidigt werden müsste, obwohl er das Unterfangen aufgrund der fehlenden Mittel eigentlich als aussichtslos ansah. Am 6. Mai 1945 übergab er die Stadt an die Alliierten und Mulsow ging in Kriegsgefangenschaft, aus welcher er schnell wieder nach Wilhelmshaven zurückkehren konnte.
In der Zeit als Festungskommandant war er auch für die Todesurteile gegen Marineangehörige verantwortlich.
In Wilhelmshaven wird er mit der Arbeitslosigkeit konfrontiert und engagiert sich in der neu lizenzierten  Deutsche Rechtspartei (DRP). Bei der Bundestagswahl 1949 erreichte er in seinem Wahlkreis für die Deutsche Rechtspartei 31,5 % und verpasste damit knapp ein Direktmandat für den Bundestag. In Wilhelmshaven hatte er 23,7 % der Stimmen erhalten. Nach der Wahl wurde am 2. Oktober 1949 die Sozialistische Reichspartei (SRP) gegründet und eine Vielzahl der DRP-Mitglieder schlossen sich dieser neuen Partei an, Mulsow aber nicht. Im Februar 1950 wurde er unter dem Vorsitz von „Franz Richter“ als Beisitzer in den Landesvorstand der DRP gewählt, welche kurze Zeit später aufgelöst wurde.